# خرونینگنی

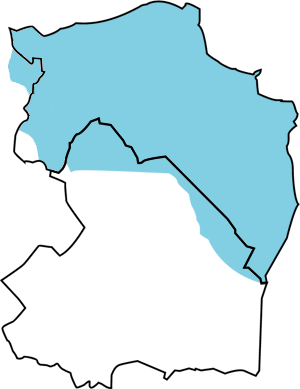
گستره گویش‌های خرونینگی

خرونینگی نام مجموعه‌ای از گویش‌های فریزو-ساکسون است که گویشوران آن‌ها در استان خرونینگن و بخش‌های مجاور آن در استان‌های درنته و فریسلاند در کشور هلند پراکنده‌اند.
زبان فریزی تاثیر بسیار زیادی بر این گویش‌ها داشته‌است و لهجه و واژگان در آن‌ها تفاوت چشمگیری با سایر گویش‌های هلندی ساکسون پایین دارد.